# شون بيرن (لاعب كرة قدم)
شون بيرن (بالإنجليزية: Shaun Byrne)‏ (21 يناير 1981 في المملكة المتحدة - ) هو لاعب كرة قدم بريطاني في مركز الدفاع. شارك مع منتخب جمهورية أيرلندا تحت 17 سنة لكرة القدم ومنتخب جمهورية أيرلندا تحت 21 سنة لكرة القدم. أما مع النوادي، فقد لعب مع سوانزي سيتي ونادي بريستول روفيرز ووست هام يونايتد وDublin City F.C. ‏ ونادي سلاو تاون وBurnham F.C. ‏ وتشيشام يونايتد ‏ وهيميل هيمبستيد تاون.

## وصلات خارجية
- شون بيرن على موقع قاعدة بيانات كرة القدم.إي يو (الإنجليزية)
- شون بيرن على موقع عالم كرة القدم.نت (الإنجليزية)